# رفیق شفیق او، بارون
رفیق شفیق او، بارون (انگلیسی: His Chum the Baron) یک فیلم کمدی صامت کوتاه به کارگردانی مک سنت است که در سال ۱۹۱۳ منتشر شد.

## بازیگران
- فورد استرلینگ
- هنک من
- ادگار کندی
- هارولد لوید
- بتی شید